# Syreny (film)
Syreny – film amerykański z 1990 roku w reżyserii Richarda Benjamina. W rolach głównych wystąpili Cher, Bob Hoskins, Winona Ryder (która została nominowana do Złotego Globu w kategorii Najlepsza aktorka drugoplanowa) i Christina Ricci w jej pierwszej roli filmowej. Scenariusz jest oparty na opowiadaniu Patty Dann z 1986 roku o tym samym tytule. Zdjęcia kręcono w Massachusetts.

## Obsada
- Cher – Rachel Flax
- Bob Hoskins – Lou Landsky
- Winona Ryder – Charlotte Flax
- Michael Schoeffling – Joe Porretti
- Christina Ricci – Kate Flax
- Caroline McWilliams – Carrie

## Ścieżka dźwiękowa
Na ścieżce dźwiękowej zatytułowanej Music From the Original Motion Picture Soundtrack - Mermaids znalazło się dziesięć różnorodnych stylistycznie utworów. Wydawnictwo promują single „The Shoop Shoop Song (It’s in His Kiss)” oraz „Baby I'm Yours”. Album uzyskał status złotej płyty w Kanadzie oraz srebrnej w Wielkiej Brytanii.